# Verkhni Moïssei
Verkhni Moïssei - Верхний Моисей (rus) - és un poble de l'óblast de Bélgorod, a Rússia. El 2010 tenia 30 habitants. Pertany al districte (raion) de Valuiki.